# Cyrille Maret
Cyrille Louis Maret (ur. 11 sierpnia 1987 r. w Dijon) – francuski judoka, brązowy medalista igrzysk olimpijskich, srebrny i brązowy medalista mistrzostw świata, mistrz Europy, złoty i trzykrotnie brązowy medalista igrzysk europejskich.
Startował w Pucharze Świata w latach 2006–2012 i 2019.

## Igrzyska olimpijskie
| Runda         | Przeciwnik         | Wynik     | Osiągnięcie |
| ------------- | ------------------ | --------- | ----------- |
| 1. runda      | Wolny los          | Wolny los | brąz        |
| 2. runda      | Ayouba Traoré      | W 100–000 | brąz        |
| 3. runda      | Henk Grol          | W 001–000 | brąz        |
| Ćwierćfinał   | Beka Ghwiniaszwili | W 010–000 | brąz        |
| Półfinał      | Lukáš Krpálek      | P 000–100 | brąz        |
| Brązowy medal | Karl-Richard Frey  | W 100–000 | brąz        |